# NFL sezona 1986.
NFL sezona 1986. je 67. po redu sezona nacionalne lige američkog nogometa.
Sezona je počela 7. rujna 1986. Super Bowl XXI je bio završna utakmica sezone, u kojoj su se 25. siječnja 1987. u Pasadeni u Kaliforniji na stadionu Rose Bowl sastali pobjednici AFC konferencije Denver Broncosi i pobjednici NFC konferencije New York Giantsi. Pobijedili su Redskinsi rezultatom 39:20 i tako osvojili svoj peti naslov prvaka u povijesti, prvi u eri Super Bowla.

## Poredak po divizijama na kraju regularnog dijela sezone
| AFC Istok              |     |     |     |      |     |     |
| Momčad                 | Pob | Por | Ner | %    | P+  | P-  |
| New England Patriots * | 11  | 5   | 0   | 68,8 | 412 | 307 |
| New York Jets **       | 10  | 6   | 0   | 62,5 | 364 | 386 |
| Miami Dolphins         | 8   | 8   | 0   | 50,0 | 430 | 405 |
| Buffalo Bills          | 4   | 12  | 0   | 25,0 | 287 | 348 |
| Indianapolis Colts     | 3   | 13  | 0   | 18,8 | 229 | 400 |
| AFC Central            |     |     |     |      |     |     |
| Momčad                 | Pob | Por | Ner | %    | P+  | P-  |
| Cleveland Browns *     | 12  | 4   | 0   | 75,0 | 391 | 310 |
| Cincinnati Bengals     | 10  | 6   | 0   | 62,5 | 409 | 394 |
| Pittsburgh Steelers    | 6   | 10  | 0   | 37,5 | 307 | 336 |
| Houston Oilers         | 5   | 11  | 0   | 31,3 | 274 | 329 |
| AFC Zapad              |     |     |     |      |     |     |
| Momčad                 | Pob | Por | Ner | %    | P+  | P-  |
| Denver Broncos *       | 11  | 5   | 0   | 68,8 | 378 | 327 |
| Kansas City Chiefs **  | 10  | 6   | 0   | 62,5 | 358 | 326 |
| Seattle Seahawks       | 10  | 6   | 0   | 62,5 | 366 | 293 |
| Los Angeles Raiders    | 8   | 8   | 0   | 50,0 | 323 | 346 |
| San Diego Chargers     | 4   | 12  | 0   | 25,0 | 335 | 396 |

| NFC Istok              |     |     |     |      |     |     |
| Momčad                 | Pob | Por | Ner | %    | P+  | P-  |
| New York Giants *      | 14  | 2   | 0   | 87,5 | 371 | 236 |
| Washington Redskins ** | 12  | 4   | 0   | 75,0 | 368 | 296 |
| Dallas Cowboys         | 7   | 9   | 0   | 43,8 | 346 | 337 |
| Philadelphia Eagles    | 5   | 10  | 1   | 34,4 | 256 | 312 |
| St. Louis Cardinals    | 4   | 11  | 1   | 28,1 | 218 | 351 |
| NFC Central            |     |     |     |      |     |     |
| Momčad                 | Pob | Por | Ner | %    | P+  | P-  |
| Chicago Bears *        | 14  | 2   | 0   | 87,5 | 352 | 187 |
| Minnesota Vikings      | 9   | 7   | 0   | 56,3 | 398 | 273 |
| Detroit Lions          | 5   | 11  | 0   | 31,3 | 277 | 326 |
| Green Bay Packers      | 4   | 12  | 0   | 25,0 | 254 | 418 |
| Tampa Bay Buccaneers   | 2   | 14  | 0   | 12,5 | 239 | 473 |
| NFC Zapad              |     |     |     |      |     |     |
| Momčad                 | Pob | Por | Ner | %    | P+  | P-  |
| San Francisco 49ers *  | 10  | 5   | 1   | 65,6 | 374 | 247 |
| Los Angeles Rams **    | 10  | 6   | 0   | 62,5 | 309 | 267 |
| Atlanta Falcons        | 7   | 8   | 1   | 46,9 | 280 | 280 |
| New Orleans Saints     | 7   | 9   | 0   | 43,8 | 288 | 287 |

Napomena: * - ušli u doigravanje kao pobjednik divizije, ** - ušli u doigravanje kao wild-card, % - postotak pobjeda, P± - postignuti/primljeni poeni

## Doigravanje

### Pozicije za doigravanje
| Poz. | AFC                  | NFC                 |
| ---- | -------------------- | ------------------- |
| 1.   | Cleveland Browns     | New York Giants     |
| 2.   | Denver Broncos       | Chicago Bears       |
| 3.   | New England Patriots | San Francisco 49ers |
| 4.   | New York Jets        | Washington Redskins |
| 5.   | Kansas City Chiefs   | Los Angeles Rams    |

### Utakmice u doigravanju
| Datum                 | Utakmica                               | Rezultat        |
| Wild Card runda       | Wild Card runda                        | Wild Card runda |
| --------------------- | -------------------------------------- | --------------- |
| 28. prosinca 1986.    | New York Jets - Kansas City Chiefs     | 35:15           |
| 28. prosinca 1986.    | Washington Redskins - Los Angeles Rams | 19:7            |
| Divizijska runda      |                                        |                 |
| 3. siječnja 1987.     | Cleveland Browns - New York Jets       | 23:20           |
| 3. siječnja 1987.     | Chicago Bears - Washington Redskins    | 13:27           |
| 4. siječnja 1987.     | New York Giants - San Francisco 49ers  | 49:3            |
| 4. siječnja 1987.     | Denver Broncos - New England Patriots  | 22:17           |
| Konferencijska finala |                                        |                 |
| 11. siječnja 1987.    | Cleveland Browns - Denver Broncos      | 20:23           |
| 11. siječnja 1987.    | New York Giants - Washington Redskins  | 17:0            |
| Super Bowl XXI        |                                        |                 |
| 25. siječnja 1987.    | New York Giants - Denver Broncos       | 39:20           |

## Nagrade za sezonu 1986.
| Nagrada                        | Osvajač         | Pozicija      | Momčad             |
| ------------------------------ | --------------- | ------------- | ------------------ |
| Najkorisniji igrač (MVP)       | Lawrence Taylor | linebacker    | New York Giants    |
| Igrač godine u napadu          | Eric Dickerson  | running back  | Los Angeles Rams   |
| Igrač godine u obrani          | Lawrence Taylor | linebacker    | New York Giants    |
| Trener godine                  | Bill Parcells   | trener        | New York Giants    |
| Novajlija godine u napadu      | Rueben Mayes    | running back  | New Orleans Saints |
| Novajlija godine u obrani      | Leslie O'Neal   | defensive end | San Diego Chargers |
| Najkorisniji igrač Super Bowla | Phil Simms      | quarterback   | New York Giants    |

## Statistika

### Statistika po igračima

#### U napadu
- Najviše jarda dodavanja: Dan Marino, Miami Dolphins - 4746
- Najviše jarda probijanja: Eric Dickerson, Los Angeles Rams] - 1821
- Najviše uhvaćenih jarda dodavanja: Jerry Rice, San Francisco 49ers - 1570

#### U obrani
- Najviše obaranja quarterbacka (sackova): Lawrence Taylor, New York Giants - 20,5
- Najviše presječenih lopti:  Ronnie Lott, San Francisco 49ers - 10

### Statistika po momčadima

#### U napadu
- Najviše postignutih poena: Miami Dolphins - 430 (26,9 po utakmici)
- Najviše ukupno osvojenih jarda: Cincinnati Bengals - 405,6 po utakmici
- Najviše jarda osvojenih dodavanjem: Miami Dolphins - 298,7 po utakmici
- Najviše jarda osvojenih probijanjem: Chicago Bears - 168,8 po utakmici

#### U obrani
- Najmanje primljenih poena: Chicago Bears - 187 (11,7 po utakmici)
- Najmanje ukupno izgubljenih jarda: Chicago Bears - 258,1 po utakmici
- Najmanje jarda izgubljenih dodavanjem: St. Louis Cardinals - 164,8 po utakmici
- Najmanje jarda izgubljenih probijanjem: New York Giants - 80,2 po utakmici

## Vanjske poveznice
- Pro-Football-Reference.com, statistika sezone 1986. u NFL-u
- NFL.com, sezona 1986.